# Севастиан (Русан)
Митрополи́т Севастиа́н (рум. Mitropolitul Sebastian, в миру Себастьян Русан, рум. Sebastian Rusan; 22 сентября 1884 — 15 сентября 1956) — епископ Румынской православной церкви, архиепископ Ясский и митрополит Молдавский и Сучавский (1950—1956).

## Биография
Родился 22 сентября 1884 года в скромной семье крестьян из Секэшеля на Тырнаве. учился в лицее им. святого Василия Великого в Блаже, затем прошел курсы Института им. Андрея Шагуны в Сибиу, который окончил в 1907 году.
В 1907—1912 годы служил приходским священником в Крэчюнешти (округ Хунедоара). В 1912—1929 годы занимал аналогичную должность в Вулкане. Во время войны он был арестован австрийцами и заключен в тюрьму в Шопроне (Венгрия), затем освобожден и отправлен в качестве военного священника на итальянский фронт, затем в Буковину. Между 1929—1931 является протопеским администратором в Хацеге, затем, по его просьбе, с C 1931 по 1933 год служил приходским священником в Окна-Сибиулуе. Во время пастырства в Окна Сибиулуи он оставался вдовцом. В 1933 году стал протопопом в Одорхее, откуда был изгнан осенью 1940 года хортистскими властями. Затем он был до 1945 года он был священником-беженцем в Виштеа-де-Жос (округ Фэгэраш). Он построил церкви и школы в Кричюнешти, Вулкане и Одорхее (в двух последних местах — кафедральные) и руководил культурными обществами. В Одорхее он преподавал религию в средней школе для мальчиков им. Штефана Иосифа. В апреле 1945 года он был назван протопопом Сату-Маре, где он отремонтировал приходскую церковь, разрушенную войной, и возглавил сиротский дом.
Осенью 1946 года встречался с премьер-министром Румынии Петру Грозой, который готовился к избирательной кампании в ноябре 1946 года работал над привлечением священников в свою политическую группу. Таким образом, началось восхождение священника Себастьяна Русана. 1 ноября 1946 года решением Священного Синода Румынской православной церкви назначен временным управляющим Марамурешской епархии. 30 ноября 1947 года в Монастыре Черника епископом Ефремом (Еначеску) был пострижен в монашество с сохранением прежнего имени. 30 ноября того же года состоялась его епископская хиротония во епископа Марамурешского, 29 декабря того же года в Сигете — интронизация.
В сентябре 1948 года Священный Синод назначил его правящим архиереем новой Сучавской и Марамурешской архиепископии с резиденцией в Сучаве. В качестве епископа, затем архиепископа, он перестроил резиденцию в Сигете, организовал епархию в административном отношении и руководил священством в миссии по борьбе с сектами.
26 февраля 1950 года был избран архиепископом Ясским и митрополитом Молдавским. 25 марта того же года состоялась его интронизация. Во время управления Молдвской митрополией поддерживал отношения с представителями других Православных Церквей (Константинопольская, Антиохийская, Болгарская и т. д.), освятил многочисленные церкви и совершил канонические визиты — будучи постоянно среди верующих, в свою очередь, направляя своих священников: «Вы, священники, должны иметь любовь к своим верующим, направлять их, исследовать их, утешать и быть честными с ними, потому что только так вы станете, как сказал Спаситель, „свет мира и соль земли“» (Мф. 5: 13-14).
Вдохновленный патриархом Румынским Юстинианом, он позаботился о хорошем развитии образовательной деятельности в монашеских семинариях в Нямце, Агапии и Варатеке, а также в монашеских школах, в которых в 1955 году обучался 371 ученик. Что касается монашества, то митрополит Севастиан внимательно следил за приспособлением монашеской жизни к новым политическим реалиям, организовывая по инициативе Патриарха семинары в монастырях, а также путём отслеживания духовной жизни монахов. С культурной точки зрения он стремился привлечь своих людей к культуре в епархии и инициировал обширную программу реструктурации церквей, пострадавших от последней мировой войны. Начиная с 1952 года, он перейдет к выполнению работ по реставрации и сохранению нескольких церковных памятников.
Хотя митрополита Севастиана упрекали в том, что он был человеком Петру Грозы, но его подлинное отношение к коммунизму было отрицательным. Став митрополитом Молдовским в 1950 году, он как и другие румынские православные иерархи, надеялся на изменение политического режима с помощью англо-американцев. Нередко в своем выступлении митрополит выражал надежду на прибытие американцев, и информаторы Секуритате отмечали: «Рискуя перестать быть митрополитом, я хочу изменить режим; у меня есть хорошие зятья, которые сегодня страдают, но завтра у них будет хорошая ситуация» (Cu riscul de a nu mai fi mitropolit, doresc schimbarea regimului; am gineri buni care azi pătimesc, dar care mâine vor avea o situaţie bună). В декабре 1953 года он сказал: «Этот год — конец коммунистов во всем мире, потому что они враги Церкви; им не удастся уничтожить Церковь; для них пришло время, и все они пойдут в ад» (Anul acesta vine sfârşitul comuniştilor de pe tot pământul, pentru că ei sunt duşmani ai Bisericii; nu vor reuşi să nimicească Biserica; timpul le-a sosit şi se vor duce în iad cu toţi).
Он умирает 15 сентября 1956 года и, как считается, был отравлен.